# Bricoli

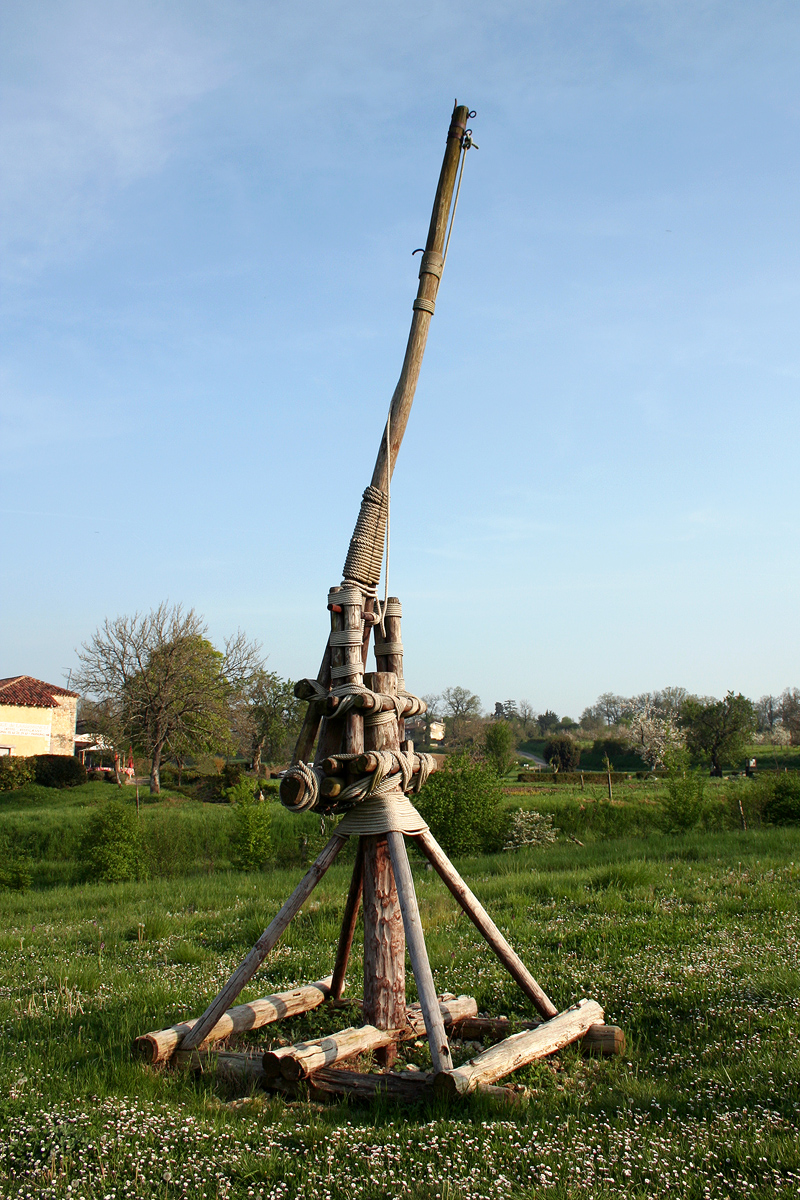
Prymitywne bricoli, francuskie pierrière

Bricoli (niem. pfeilschleider) to rodzaj machiny neurobalistycznej służącej do miotania ciężkich kamieni, stosowana aż do czasu wynalezienia dział prochowych. Inne nazwy w literaturze to też catabalistique, w XV wieku pojawia się pod nazwą cathapulta.
Najprostsze bricoli zbudowane były z drzewa z obciętymi gałęziami, na którego wierzchołku umieszczano kamień, gdzie wykorzystując naturalną sprężystość za pomocą lin naciągano je i puszczano, co powodowało wyrzucenie pocisku.
W bardziej zaawansowanej konstrukcji drzewo zastąpiono przez sprężystą drewnianą belkę odciąganą za pomocą układu lin i kołowrotu, zamocowaną do słupa służącego za lawetę, choć dla uproszczenia konstrukcji belka mocowana była do obciętego odpowiednio drzewa, przez co skracano czas jej budowy. Ruchome ramię, na którym umieszczano oszczepy lub strzały (zwykłe, zapalające, pojedyncze czy zebrane w wiązki) mogło być podnoszone i opuszczane przy pomocy podpórki wkładanej w specjalne nacięcia na słupie, regulując w ten sposób kąt strzału względem pionu. Regulacja kąta strzału w poziomie nie była możliwa w sposób tak prosty, problem rozwiązano przez budowę machiny na podstawie umożliwiającej obrót słupa. Z czasem belka drewniana została zastąpiono prętem metalowym o większej sprężystości i wytrzymałości, co pozwoliło na zwiększenie zasięgu strzału do około 1100 metrów i przedłużyło żywotność machiny.